# Chiesa di Santa Maria Maddalena (Legnano)
La chiesa di Santa Maria Maddalena, conosciuta anche come chiesa della Ponzella, è un luogo di culto cattolico di Legnano.

## Storia

La chiesa e le scuole della Ponzella nel 1925

L'edificio religioso si trova nel quartiere Ponzella, che fa parte della contrada San Bernardino. Consacrata nel 1728, fu costruita per donare al rione Ponzella un edificio religioso in seguito al legato di Carlo Francesco Fassi. Nel 1779 la chiesa diventò oratorio di Gesù Cristo.
Il campanile fu ricostruito nel 1930. La nuova torre, che è più grande della precedente, è in stile veneziano. Le tre campane sono intitolate a San Magno, ai Santi Martiri e alla Vergine Immacolata. Accanto alla chiesa, nel 1902, il comune di Legnano realizzò una scuola mista rurale che ospitò gli scolari della Ponzella e dei rioni San Bernardino e Mazzafame. Vennero demolite negli anni sessanta del XX secolo.
È stata riferimento della comunità fino al 1975, quando fu inaugurata la chiesa di San Giovanni Battista. Nel 1979 la chiesa di Santa Maria Maddalena è stata oggetto di un restauro completo.

## La chiesa e le opere artistiche
L'edificio ha pianta a "T" ed ha dimensioni 9 m x 5,4 m. Con la successiva aggiunta di due cappellette laterali arrivò ad avere capienza di 100 persone. In origine la chiesa era in mattoni a vista.
L'altare è arricchito un quadro del Seicento che rappresenta la Crocifissione di Gesù con la Madonna, San Giovanni e Santa Maria Maddalena. La tela, che è attribuita a Carlo Francesco Nuvolone, è contornata da pregevoli affreschi contemporanei. Un tempo era anche presente un crocifisso in legno del Seicento.
La cappelletta di destra è arricchita da una pala raffigurante la Via Crucis e da un Cristo deposto in gesso. Il soffitto è decorato da quattro vele rappresentanti i quattro apostoli.
L'attuale campanile della chiesa venne realizzato negli anni '30 in sostituzione di quello Settecentesco, giudicato all'epoca pericolante. L'attuale si presenta in stile veneziano, caratterizzato da una cuspide lavorata in mattoni scalati. Le tre campane, che originariamente erano destinate alla chiesa dei Santi Martiri, sono state dedicate a San Magno, ai Santi Martiri e alla Vergine Immacolata.
Tra il campanile e l'edificio ci sono i resti di un antico forno pubblico dove gli abitanti della poncena (l'antico nome del quartiere "Ponzella") cuocevano il pane.